# Colobodactylus dalcyanus
Espèce
Statut de conservation UICN

 DD  : Données insuffisantes
Colobodactylus dalcyanus est une espèce de sauriens de la famille des Gymnophthalmidae.

## Répartition
Cette espèce est endémique du Brésil. Elle se rencontre dans la Serra da Mantiqueira à la frontière entre les États du Minas Gerais, de Rio de Janeiro et de São Paulo.

## Étymologie
Cette espèce est nommée en l'honneur de Dalcy de Oliveira Albuquerque.

## Publication originale
- Vanzolini & Ramos, 1977 : A new species of Colobodactylus, with notes on the distribution of a group of stranded microteiid lizards (Sauria, Teiidae). Papéis Avulsos de Zoologia (São Paulo), vol. 31, no 3, p. 19-47.